# Simone Bagnoli
Simone Bagnoli (Figline Valdarno, 6 dicembre 1981) è un cestista italiano.
È fratello minore di Vario Bagnoli, anch'egli cestista, ritiratosi nel 2009.

## Carriera
Alto 205 centimetri per 120 chilogrammi, occupa il ruolo di centro.
I primi passi nel professionismo sono a Roseto e Rimini, quindi va a Rieti dove rimane per tre anni. Nell'annata 2004-05 viene eletto miglior giocatore italiano di Legadue. Nel 2005 torna a Rimini per una stagione nonostante la volontà del giocatore di tornare a Rieti.
Arriva a Pavia nel gennaio 2007 e in pochi mesi Bagnoli gioca 22,7 minuti per gara con quasi 13 punti di media a partita e 7 rimbalzi. Inizia poi la stagione successiva partendo dalla panchina in Serie A alla Virtus Roma, ma dopo 6 mesi segnati da un grave infortunio alla mano, decide di ritornare alla Edimes Pavia.
Nel 2008 firma per il Basket Livorno in Legadue, nel 2009 scende in Serie B Dilettanti (la vecchia B2) trasferendosi al Rieti Basket Club. Un anno dopo è di scena in Serie A Dilettanti (ex B1) con la canotta del Potenza 84. Torna quindi a Rieti, salvo finire la stagione a Scauri. Nel 2012 ritorna nuovamente nel capoluogo reatino, giocando in B2 con la Nuova Pallacanestro Contigliano.
Nel 2016 si trasferisce in Serie B alla Virtus Cassino. Durante la regular season, Bagnoli viaggia a una media di 20 punti e 7 rimbalzi, che rendono il pivot reatino di adozione uno dei migliori giocatori di tutta la Serie B 2016-2017. Nel 2018, dopo molti anni dal fatidico accesso della Virtus in Serie A2, Bagnoli contribuisce insieme ai compagni a riportarla nella seconda serie nazionale. Tuttavia resterà alcuni mesi nella squadra appena promossa, decidendo di scendere di categoria e firmare nel dicembre dello stesso anno con la Generazione Vincente Napoli Basket.
Nel settembre 2019 viene ingaggiato dal Basket Roma, squadra di Serie C Gold del Lazio. Per la stagione 2020-2021 Bagnoli torna per l'ennesima volta a Rieti accordandosi con la Real Sebastiani Rieti, club di Serie B creato nel corso di quell'estate per raccogliere l'eredità delle precedenti società reatine, ma rescinde consensualmente dopo aver giocato solo una partita di Supercoppa di Serie B.
Per la stagione 2021-2022 ritorna in Serie B a Cassino dove però complici alcuni problemi fisici gioca solo 13 partite, chiuse a 13,6 punti e 10,1 rimbalzi di media. La squadra termina la stagione con una retrocessione ai play-out (a cui Bagnoli non prende parte).